# On The Ground
On The Ground(한국어: 온 더 그라운드)은 2021년 3월 12일에 발매된 로제의 첫 솔로 앨범인 R의 타이틀 곡이다.

## 반응
뮤직 비디오가 24시간 동안 조회수 약 3,900만 회를 기록했다. 또한 51개국의 아이튠즈 톱 송 차트 1위에 올랐다.